# إينوكاي تسويوشي
إينوكاي تسويوشي (باليابانية: 犬養 毅 إينوكاي تسويوشي) (20 أبريل 1855 - 15 مايو 1932) كان سياسي ياباني شغل منصب رئيس الوزراء الياباني التاسع والعشرون.